# Barbus hospes
Pseudobarbus hospes é uma espécie de peixe actinopterígeo da família Cyprinidae.
Pode ser encontrada nos seguintes países: Namíbia e África do Sul.